# Catephia cana
Catephia cana är en fjärilsart som beskrevs av Brandt 1939. Catephia cana ingår i släktet Catephia och familjen nattflyn. Inga underarter finns listade i Catalogue of Life.